# San Pablo (Santa Elena)
San Pablo (en inglés: Saint Paul's) es un área dispersa de asentamientos en la parte central de la isla Santa Elena, y también es un distrito de la isla. En 2008 el distrito tenía una población de 795, en comparación con una población de 908 habitantes en 1998. Esto la hace ser el segundo asentamiento más poblado, después de Half Tree Hollow, ambos son mayores que la capital, Jamestown, ubicada unos 3 kilómetros al norte.
Lleva el nombre de la catedral anglicana de San Pablo, que se encuentra allí desde 1851 y es la sede de la diócesis de Santa Elena. Además, en la localidad se encuentra, desde 1792, el Plantation House, la sede de gobierno oficial del territorio británico de ultramar, que cuenta con cinco tortugas provenientes de Seychelles. Ambos son parte de los muchos edificios catalogados en la isla (una designación para los edificios de mérito histórico o arquitectónico). Una explicación para la ubicación de la residencia oficial del Gobernador es que el clima es menos árido y el terreno se encuentra más hacia el interior, en comparación con los del valle de James.
Otros asentamientos en el distrito incluyen New Ground, Francis Plain y Thomoson's Hill. La escuela principal de la isla, la Escuela Secundaria Príncipe Andrés, también se encuentra aquí, junto con una primaria. También se localiza aquí el pequeño estadio Francis Plain Playing Field.

## Referencias

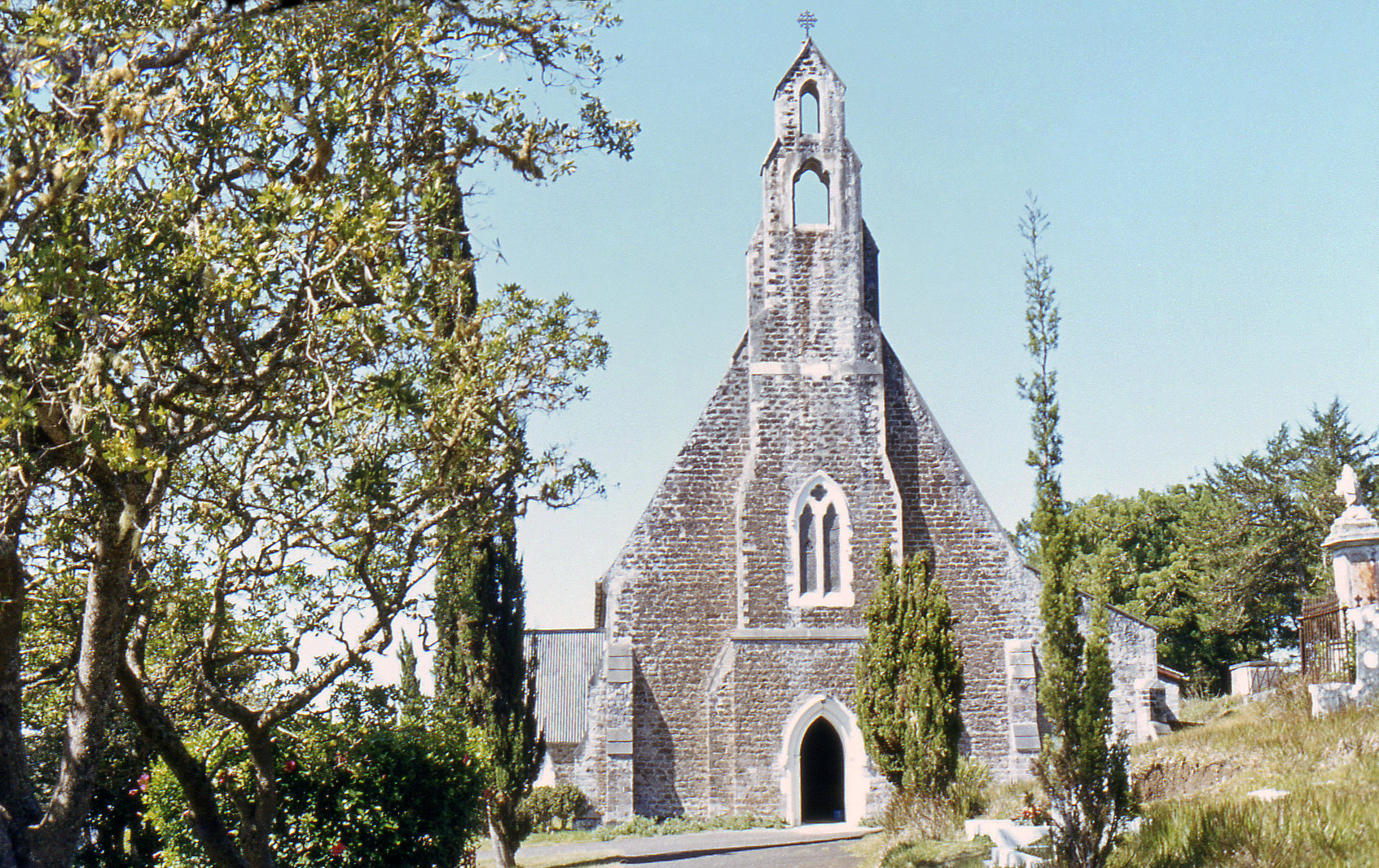
Catedral de San Pablo